# アダウト・アレシャンドレ・マッソン
アダウト・アレシャンドレ・マッソン（ポルトガル語: Adauto Alexandre Masson 、1978年3月27日 - ）は、ブラジル・サンパウロ州ジャウー出身の元サッカー選手、サッカー指導者。SITREFESP（サンパウロサッカー協会公認ライセンス）を保有。また、2014年3月には日本への帰化が承認されており、日本名は真尊アダウト。

## 来歴
1997年まではブラジルで選手としてプレーし、1998年に来日。静岡学園高校、常葉学園橘高校のGKコーチを歴任。
2011年から京都サンガF.C.のGKコーチに就任。在任中に水谷雄一、オ・スンフン、守田達弥、児玉剛、杉本大地、山田元気らを指導し、2014年をもって京都を退団した。
2015年より清水エスパルスのGKコーチに就任。2017年4月に体調を崩し、一時休養を取った。2018年、清水ユースのGKコーチに就任。2020年からは再びトップチームのGKコーチを務めた。2021年12月28日に清水を退団し、横浜FCのGKコーチに就任した。
2023年7月21日、双方合意の上で横浜FCとの契約を解除した。

## 所属クラブ
- 1991年 - 1992年  ECキンゼ・デ・ノヴェンブロ
- 1993年 - 1994年  グアラニFC
- 1995年 - 1996年  ECキンゼ・デ・ノヴェンブロ
- 1997年  GEノヴォリゾンチーノ

## 指導歴
- 1998年 - 2004年  静岡学園高等学校サッカー部 GKコーチ
- 2005年 - 2010年  常葉学園橘高等学校サッカー部 GKコーチ
- 2011年 - 2014年  京都サンガF.C. GKコーチ
- 2015年 - 2021年  清水エスパルス
  - 2015年 - 2017年トップチームGKコーチ
  - 2018年 - 2019年 ユースGKコーチ
  - 2020年 - 2021年 トップチームGKコーチ
- 2022年 - 2023年7月  横浜FC GKコーチ